# Simiri
Simiri  est une localité et une commune rurale du Niger, du département de Ouallam et de la région de Tillaberi.

## Géographie
La localité de Simiri est située sur la route nationale 24 à 22 km au sud de la préfecture Ouallam.
| Tillabéri | Ouallam     | Tondikiwindi, Dingazi |
| Kourtèye  | Simiri      | Tondikandia           |
| Karma     | Hamadallaye | Tagazar               |

## Histoire
La commune rurale est instaurée en 2002, elle est issue du canton de Simiri.

## Population
Lors du recensement général de 2012, la population communale est relevée à 103 057 habitants, dont 1 817 habitants pour la localité chef-lieu. La commune est peuplée par les éthnies Zarma et Fulbe.

## Villages
La commune s'étend sur 125 villages, 356 hameaux et 3 camps.

## Services et infrastructures
La commune abrite les services suivants :
- Collège d'enseignement général (CEG) à Simiri.
- Centre de Formation aux Métiers (CFM) à Simiri.
- Centre de Santé Intégré (CSI) à Simiri, Bakomaka, Banné Béri, Guineou Bangou, Kouara Tégui, Labou Bangou et Samari..

## Économie
L’agriculture pluviale est pratiquée sur le territoire communal.